# خالد صبار
خالد محمد صبار، من مواليد 23 فبراير 1973م، وهو لاعب كرة قدم عراقي معتزل وكان مركزه الدفاع، لعب مع عدة أندية عراقية ومن بينها الرمادي والزوراء، كما شارك في التشكيلة الأساسية لكأس آسيا في الإمارات سنة 1996م.

## سيرته
درب خالد صبار اندية كركوك والجولان وعمل مساعدا للمدرب مع نادي الرمادي العراق حاصل على شهادة تدريبيه من أكاديمية كراد فوت السويدية بداياته كانت مع أحد الفرق الشعبية في الحبانيه ومن ثم مثل منتخب تربية الأنبار ثم نادي الوفاء وأخيرا مع نادي الرمادي الرياضي وأفضل المواسم لي مع الزوراء عندما حصلنا على سبع بطولات في موسم واحد ولعب للمنتخب الأولمبي والمنتخب الوطني ومن انجازاته مع المنتخبات الوطنية حصوله على بطولة مرديكا وبطولة جواهر لال نهرو في الهند وثاني البطولة العربية في الأردن وبطولة غرب أسيا ورابع آسيا في الإمارات.